# Дискография Хилари Дафф
Дискография американской певицы Хилари Дафф насчитывает 4 студийных альбома, 2 мини-альбома, 1 концертный альбом, 3 сборника, 4 видеоальбома, 13 видеоклипов и 13 синглов. Дебютный альбом Дафф — Santa Claus Lane, записанный на лейбле Buena Vista Records в октябре 2002. Этот праздничный альбом достиг 154 места в чарте Billboard 200 в США, и получил золотой сертификат от Recording Industry Association of America. В 2003 году её 2-й студийный альбом Metamorphosis был выпущен Buena Vista и Hollywood Records. Этот альбом, согласно Хилари Дафф, является «первым совершенным студийным альбомом», который был в американском и канадском чартах на высоких местах и было продано 5 миллионов копий по всему миру. Он содержал популярные синглы «So Yesterday» и «Come Clean».
Впервые саундтрек с участием Хилари Дафф был выпущен в 2004 к фильму История Золушки. Он попал в десятку в США и Канаде и содержал сингл «Our Lips Are Sealed», попавший в десятку в Австралии. Третий студийный альбом Дафф, Hilary Duff, был выпущен в этот же год и достиг 2 места в чарте Billboard 200 и в Canadian Albums Chart. В 2005 она выпустила первый сборник, Most Wanted, который стал её первым альбомом, достигшим 1 места в чарте Billboard 200. В следующем году Дафф выпустила 2-й сборник 4ever Hilary Duff эксклюзивно для Италии. Он занял 12 место.
Четвёртый студийный альбом Dignity был выпущен в 2007 году и попал в десятку в США, Канаде и Италии. Сингл с этого альбома «Play with Fire» стал первым клубным хитом Хилари Дафф, был на 31 месте чарта Billboard's Hot Dance Club Songs. Второй сингл «With Love» занял самое высокое 24 место в Billboard Hot 100, который также достиг 1 места в чартах клубной музыки, наряду с последним синглом с альбома — «Stranger». «Reach Out», сингл из альбома лучших песен Best of Hilary Duff (2008) также добился большого успеха, став клубным хитом. Альбом занял 125 место в Billboard 200.

## Альбомы

### Студийные альбомы
| Альбом                                                                                                  | Высшие места в чартах | Высшие места в чартах | Высшие места в чартах | Высшие места в чартах | Высшие места в чартах | Высшие места в чартах | Высшие места в чартах | Высшие места в чартах | Высшие места в чартах | Высшие места в чартах | Статус                                                                    | Продано                                         |
| Альбом                                                                                                  | US                    | AUS                   | CAN                   | FRA                   | IRE                   | JPN                   | NLD                   | NZ                    | SPA                   | UK                    | Статус                                                                    | Продано                                         |
| --- | --------------------- | --------------------- | --------------------- | --------------------- | --------------------- | --------------------- | --------------------- | --------------------- | --------------------- | --------------------- | ------------------------------------------------------------------------- | ----------------------------------------------- |
| Santa Claus Lane - Выпущен: 15 октября 2002 - Лейбл: Buena Vista - Формат: CD, digital download         | 154                   | —                     | —                     | —                     | —                     | 134                   | —                     | —                     | —                     | —                     | - US: золотой                                                             | - US: 477 000                                   |
| Metamorphosis - Выпущен: 26 августа 2003 - Лейбл: Hollywood, Buena Vista - Формат: CD, digital download | 1                     | 19                    | 1                     | 22                    | 41                    | 9                     | 23                    | 20                    | —                     | 69                    | - US: 3× платиновый - AUS: платиновый - CAN: 4× платиновый - JPN: золотой | - Мир: 5 000 000 - CAN: 400 000 - US: 3,996,000 |
| Hilary Duff - Выпущен: 28 сентября 2004 - Лейбл: Hollywood - Формат: CD, digital download               | 2                     | 6                     | 1                     | —                     | —                     | 5                     | 19                    | 14                    | 83                    | —                     | - US: платиновый - AUS: платиновый - CAN: 3× платиновый - JPN: золотой    | - US: 1 798 000                                 |
| Dignity - Выпущен: 23 марта 2007 - Лейбл: Hollywood - Формат: CD, digital download                      | 3                     | 17                    | 3                     | 133                   | 10                    | 12                    | —                     | 31                    | 12                    | 25                    | - US: золотой - IRE: золотой - ITA: золотой                               | US: 410 000                                     |
| «—» означает, что сингл не попал в чарт или не был выпущен в стране                                     |                       |                       |                       |                       |                       |                       |                       |                       |                       |                       |                                                                           |                                                 |

### Концертные альбомы
| The Girl Can Rock                                                    | - Выпущен: 10 августа 2004 - Лейбл: Hollywood - Форматы: CD, digital download | 78 |
| Live at Gibson Amphitheatre: August 15, 2007                         | - Выпущен: 23 ноября 2009 - Лейбл: Hollywood - Формат: Digital download       | —  |
| «—» означает, что сингл не попал в чарт или не был выпущен в стране. |                                                                               |    |

### Сборники
| Disney Artist Karaoke Series: Hilary Duff - Выпущен: 12 июля 2005 - Лейбл: Hollywood - Форматы: CD, digital download | —   | — | —  | —  | —  | —  | —  | —  | —   |                                                                                      |                 |
| Most Wanted - Выпущен: 10 августа 2005 - Лейбл: Hollywood - Форматы: CD, digital download                            | 1   | 3 | 1  | 6  | 3  | 51 | 10 | 43 | 31  | - US: платиновый - AUS: платиновый - CAN: 2× платиновый - JPN: золотой - UK: золотой | - US: 1 488 000 |
| 4Ever - Выпущен: 14 августа 2006 - Лейбл: Virgin - Формат: CD                                                        | —   | — | —  | 12 | —  | —  | —  | —  | —   |                                                                                      |                 |
| Best of Hilary Duff - Выпущен: 11 ноября 2008 - Лейбл: Hollywood - Форматы: CD, digital download                     | 125 | — | 86 | 41 | 12 | —  | —  | —  | 144 |                                                                                      |                 |
| «—» означает, что сингл не попал в чарт или не был выпущен в стране                                                  |     |   |    |    |    |    |    |    |     |                                                                                      |                 |

### Мини-альбомы
| Название              | Информация                                                             |
| --------------------- | ---------------------------------------------------------------------- |
| Metamorphosis Remixes | - Выпущен: 18 ноября 2003 - Лейбл: Buena Vista, Hollywood - Формат: EP |
| Dignity Remix         | - Выпущен: 3 апреля 2007 - Лейбл: Hollywood - Формат: EP               |

### Бокс-сет
| Название                              | Информация                                                                    |
| ------------------------------------- | ----------------------------------------------------------------------------- |
| Metamorphosis / Hilary Duff / Dignity | - Выпущен: 26 августа 2009 - Лейбл: Hollywood - Форматы: CD, digital download |

## Синглы
| Год                                                                  | Название                             | Высшие места в чартах | Высшие места в чартах | Высшие места в чартах | Высшие места в чартах | Высшие места в чартах | Высшие места в чартах | Высшие места в чартах | Высшие места в чартах | Высшие места в чартах | Высшие места в чартах | Статус            | Альбом                   |
| Год                                                                  | Название                             | US                    | AUS                   | BEL                   | CAN                   | ITA                   | NLD                   | NZ                    | SPA                   | SWI                   | UK                    | Статус            | Альбом                   |
| -------------------------------------------------------------------- | ------------------------------------ | --------------------- | --------------------- | --------------------- | --------------------- | --------------------- | --------------------- | --------------------- | --------------------- | --------------------- | --------------------- | ----------------- | ------------------------ |
| 2003                                                                 | «Why Not»                            | —                     | 14                    | —                     | —                     | —                     | 22                    | 15                    | —                     | —                     | —                     |                   | The Lizzie McGuire Movie |
| 2003                                                                 | «So Yesterday»                       | 42                    | 8                     | 11                    | 2                     | —                     | 4                     | 23                    | —                     | 28                    | 9                     | - AUS: платиновый | Metamorphosis            |
| 2004                                                                 | «Come Clean»                         | 35                    | 17                    | 33                    | 7                     | —                     | 9                     | 17                    | —                     | 78                    | 18                    | - US: золотой     | Metamorphosis            |
| 2004                                                                 | «Little Voice»                       | —                     | 29                    | —                     | —                     | —                     | 80                    | —                     | —                     | —                     | —                     |                   | Metamorphosis            |
| 2004                                                                 | «Our Lips Are Sealed» (с Хейли Дафф) | —                     | 8                     | —                     | 7                     | —                     | —                     | —                     | —                     | —                     | —                     |                   | A Cinderella Story       |
| 2004                                                                 | «Fly»                                | —                     | 21                    | 8                     | —                     | 13                    | 32                    | 24                    | —                     | —                     | 20                    |                   | Hilary Duff              |
| 2005                                                                 | «Someone's Watching Over Me»         | —                     | 22                    | —                     | —                     | —                     | —                     | —                     | —                     | —                     | —                     |                   | Hilary Duff              |
| 2005                                                                 | «Wake Up»                            | 29                    | 15                    | 5                     | —                     | 2                     | 31                    | 24                    | 9                     | 31                    | 7                     | - US: золотой     | Most Wanted              |
| 2005                                                                 | «Beat of My Heart»                   | —                     | 13                    | —                     | —                     | 8                     | —                     | —                     | 17                    | 89                    | —                     |                   | Most Wanted              |
| 2006                                                                 | "Supergirl"                          | —                     | —                     | —                     | —                     | —                     | —                     | —                     | —                     | —                     | —                     |                   | Most Wanted              |
| 2006                                                                 | «Play with Fire»                     | —                     | —                     | —                     | —                     | —                     | —                     | —                     | —                     | —                     | —                     |                   | Dignity                  |
| 2007                                                                 | «With Love»                          | 24                    | 22                    | —                     | 16                    | 8                     | 91                    | 27                    | 6                     | —                     | 29                    |                   | Dignity                  |
| 2007                                                                 | «Stranger»                           | 97                    | 49                    | —                     | 86                    | 6                     | —                     | —                     | 13                    | —                     | 102                   |                   | Dignity                  |
| 2008                                                                 | «Reach Out»                          | —                     | 51                    | —                     | —                     | 3                     | —                     | —                     | —                     | —                     | 193                   |                   | Best of Hilary Duff      |
| 2009                                                                 | "Any Other Day"                      | —                     | —                     | —                     | —                     | —                     | —                     | —                     | —                     | —                     | —                     |                   | What Goes Up             |
| «—» означает, что сингл не попал в чарт или не был выпущен в стране. |                                      |                       |                       |                       |                       |                       |                       |                       |                       |                       |                       |                   |                          |

## Промосинглы
| Год                                                                 | Название                                                          | Примечания                                        | Альбом                   |
| ------------------------------------------------------------------- | ----------------------------------------------------------------- | ------------------------------------------------- | ------------------------ |
| 2002                                                                | "I Can't Wait"                                                    | - Выпущен 18 июня 2002 только на радио Дисней.    | Lizzie McGuire           |
| 2002                                                                | "Tell Me a Story (About the Night Before)" (featuring Lil' Romeo) | - Выпущен 14 октября 2002.                        | Santa Claus Lane         |
| 2003                                                                | "What Dreams Are Made Of (Hey Now)"                               | - Выпущен только на радио Дисней.                 | The Lizzie McGuire Movie |
| 2004                                                                | "Weird"                                                           | - Выпущен в декабре 2004 только в Испании.        | Hilary Duff              |
| 2005                                                                | "Jericho"                                                         | - Ремикс был выпущен в 2005 году только в Японии. | Hilary Duff              |
| «—» означает, что сингл не попал в чарт или не был выпущен в стране |                                                                   |                                                   |                          |

## Прочие песни в чартах
| Год  | Название           | Высшие места в чартах | Высшие места в чартах | Альбом           |
| Год  | Название           | KOR                   | UKR                   | Альбом           |
| ---- | ------------------ | --------------------- | --------------------- | ---------------- |
| 2002 | «Santa Claus Lane» | —                     | 10                    | Santa Claus Lane |
| 2002 | «Last Christmas»   | 68                    | —                     | Santa Claus Lane |
| 2005 | «Haters»           | —                     | 9                     | Hilary Duff      |

## Песни на других альбомах
| Год  | Название                       | Другие исполнители | Альбом                                                |
| ---- | ------------------------------ | ------------------ | ----------------------------------------------------- |
| 2002 | "I Can't Wait"                 | н/д                | Lizzie McGuire                                        |
| 2002 | "The Tiki Tiki Tiki Room"      | н/д                | DisneyMania                                           |
| 2004 | "The Siamese Cat Song"         | Хейли Дафф         | DisneyMania 2                                         |
| 2004 | "(I'll Give) Anything But Up!" | н/д                | Marlo Thomas & Friends: Thanks & Giving All Year Long |
| 2004 | "Now You Know"                 | н/д                | A Cinderella Story                                    |
| 2004 | "Crash World"                  | н/д                | A Cinderella Story                                    |
| 2004 | "Anywhere But Here"            | н/д                | A Cinderella Story                                    |
| 2004 | "Girl Can Rock"                | н/д                | A Cinderella Story                                    |
| 2006 | "Material Girl"                | Хэйли Дафф         | Girl Next                                             |

## Видеография

### Видеоальбомы
| Название          | Информация                                                               | Сертификаты                              |
| ----------------- | ------------------------------------------------------------------------ | ---------------------------------------- |
| All Access Pass   | - Выпущен: 4 ноября 2003 - Лейбл: Buena Vista, Hollywood - Формат: DVD   | - RIAA: 2× платиновый - ARIA: платиновый |
| The Girl Can Rock | - Выпущен: 10 августа 2004 - Лейбл: Hollywood - Формат: DVD              | - ARIA: платиновый                       |
| Learning to Fly   | - Выпущен: 16 ноября 2004 - Лейбл: Hollywood - Формат: DVD               | - ARIA: золотой                          |
| 4Ever             | - Выпущен: 14 августа 2006 - Лейбл: Virgin - Формат: DVD                 |                                          |
| Here and Now      | - Выпущен: 18 декабря 2007 - Лейбл: Hollywood - Формат: Digital download |                                          |

### Видеоклипы
| Год  | Название                                                          | Режиссёр(ы)     |
| ---- | ----------------------------------------------------------------- | --------------- |
| 2002 | «I Can’t Wait»                                                    | ?               |
| 2002 | «Tell Me a Story (About the Night Before)» (featuring Lil' Romeo) | ?               |
| 2003 | «Why Not»                                                         | Эллиотт Лестер  |
| 2003 | «So Yesterday»                                                    | Крис Аппельбаум |
| 2004 | «Come Clean»                                                      | Дэйв Мейерс     |
| 2004 | «Our Lips Are Sealed» (with Haylie Duff)                          | Крис Аппельбаум |
| 2004 | «Fly»                                                             | Крис Аппельбаум |
| 2005 | «Wake Up»                                                         | Марк Уэбб       |
| 2005 | «Beat of My Heart»                                                | Фил Хардер      |
| 2006 | «Play with Fire»                                                  | Алекс и Мартин  |
| 2007 | «With Love»                                                       | Мэттью Ролстон  |
| 2007 | «Stranger»                                                        | Фатима Робинсон |
| 2008 | «Reach Out»                                                       | Филип Андельман |